# Пирогов, Иван Захарович
Иван Захарович Пирогов (1922—1954) — старший сержант Советской Армии, участник Великой Отечественной войны, Герой Советского Союза (1943).

## Биография
Иван Пирогов родился в мае 1922 года в селе Сенгилеевское (ныне — Шпаковский район Ставропольского края). После окончания семи классов школы работал в колхозе. В 1940 году Пирогов был призван на службу в Рабоче-крестьянскую Красную Армию. С начала Великой Отечественной войны — на её фронтах.
К сентябрю 1943 года старший сержант Иван Пирогов командовал орудием 611-го истребительно-противотанкового артиллерийского полка 40-й армии Воронежского фронта. 23 сентября 1943 года расчёт Пирогова в числе первых переправился через Днепр в районе села Ходоров Мироновского района Киевской области Украинской ССР и принял активное участие в боях за захват и удержание плацдарма на его западном берегу, уничтожив 3 дзота, 2 артиллерийских орудия и 4 пулемёта противника.
Указом Президиума Верховного Совета СССР от 24 декабря 1943 года старший сержант Иван Пирогов был удостоен высокого звания Героя Советского Союза с вручением ордена Ленина и медали «Золотая Звезда».
В 1946 году Пирогов был демобилизован. Проживал и работал в родном селе. Скоропостижно скончался 22 ноября 1954 года.
Был также награждён орденом Отечественной войны 1-й степени и рядом медалей.
В честь Пирогова установлен обелиск в Сенгилеевском.